# マクシム (歌手)
マリーナ・セルゲエヴナ・マクシーモヴァ（ロシア語: Марина Сергеевна Максимова, 1983年6月10日 - ）は、マクシム（МакSим、初期にはMaxi-Mとも）という芸名で知られるロシアの歌手、作詞作曲家、音楽プロデューサーである。
マクシムは2006年にデビューアルバム『難しい年頃』を発売以降2000年代後半にロシア語圏で有名になった。発売した一連のシングル曲「私の天国」「あなた知ってる？」「風になる」がすべてロシアの音楽チャートTopHitで1位になった。2007年と2008年にMTVロシア音楽賞で最優秀女性ロシア人歌手賞を受賞し、Muz-TV音楽賞で2008年と2009年に最優秀女性ロシア人歌手賞を受賞し、2008年に『私の天国』によって最優秀アルバム賞を受賞した。タタールスタン共和国カザン市出身。

## 略歴
マクシムは男性名だが、兄の名前を拝借して付けた。空手経験者。
2005年に『難しい年ごろ』でデビュー。
2007年、ロシアの音楽賞（歌手賞）とポッププロジェクト賞を受賞している。